# 城镇街道 (皮山县)
城镇街道，是中国新疆维吾尔自治区和田地区皮山县下辖的一个乡镇级行政单位。

## 行政区划
城镇街道共辖以下地区：
喀依玛克巴扎社区、科克塔力社区、安江阔恰社区、赛其曼拉社区、吾力曼拉社区。